# Божко Калістрат Сидорович
Калістрат Сидорович Божко (1898, Луганщина — 11 серпня 1944) — професор-гідромеліоратор, доктор наук, лауреат премії імені Докучаєва.

## Біографія
Народився в 1898 році на Луганщині. В 1934—1941 роках — завідувач кафедрою ґрунтознавства Київського гідромеліоративного інституту. Учасник радянсько-німецької війни, був важко поранений. З 1944 року знову в інституті.
Склав єдину уніфіковану класифікацію ґрунтів України.
Помер 11 серпня 1944 року. Похований в Києві на Лук'янівському цвинтарі (ділянка № 14, ряд 2, місце 27).